# Erodium pulverulentum
Erodium pulverulentum är en näveväxtart. Erodium pulverulentum ingår i släktet skatnävor, och familjen näveväxter.

## Underarter
Arten delas in i följande underarter:
- E. p. bovei
- E. p. pulverulentum
- E. p. tunetanum